# Лондонский университет Саут-Бэнк
Лондонский университет Саут-Бэнк (англ. London South Bank University) — государственный университет в районе Элефант-энд-Касл, Лондон. Он расположен в лондонском районе Саутуарк, недалеко от южного берега реки Темзы, от которого и получил свое название. Основанный в 1892 году как Городской политехнический институт, он получил статус университета в 1992 году в соответствии с Законом о дальнейшем и высшем образовании 1992 года.